# Torre Isrotel
La Torre Isrotel (en hebreo: מגדל ישרוטל) es un hotel y rascacielos situado en el paseo marítimo de Tel Aviv, Israel. Se eleva a 108 metros de altura, la torre de 29 plantas es operado por el grupo hotelero israelí Isrotel y es la torre más alta en el paseo marítimo de Tel Aviv. La torre fue terminada en 1997 y cuenta con una piscina en la azotea, la más alta en Israel, y es uno de los tres hoteles en Tel Aviv que cuenta con esta comodidad. Al terminarse, esta torre fue también el edificio más alto del país con balcones aunque las torres Tel Aviv cuentan ahora con esta posición. Diseñada por los Arquitectos Gvirtzman, la torre se completó  en 1966, mientras que el núcleo principal se completó en la década de 1980.